# Dommiers
Dommiers är en kommun i departementet Aisne i regionen Hauts-de-France i norra Frankrike. Kommunen ligger  i kantonen Vic-sur-Aisne som ligger i arrondissementet Soissons. År 2022 hade Dommiers 306 invånare.

## Befolkningsutveckling
Antalet invånare i kommunen Dommiers
Referens: INSEE